# Rethel
 Rethel é uma comuna francesa na região administrativa de Grande Leste, no departamento das Ardenas. Estende-se por uma área de 18,58 km². Em 2010 a comuna tinha 7 824 habitantes (densidade: 421,1 hab./km²).